# Progressione del record italiano del salto triplo maschile

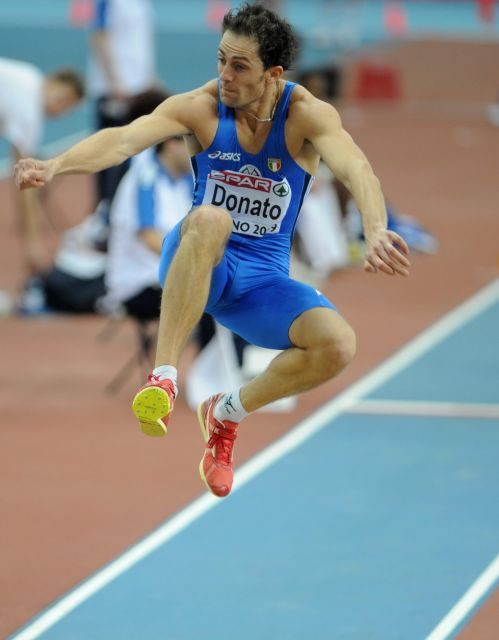
Fabrizio Donato, detentore del record italiano del salto triplo dal 2000 al 2023.

La voce seguente illustra la progressione del record italiano del salto triplo maschile di atletica leggera.
Il primo record italiano maschile in questa disciplina venne ratificato il 16 ottobre 1898.

## Progressione

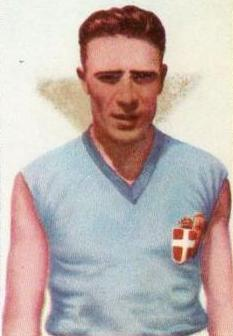
Luigi Facelli, detentore del record italiano dal 1923 al 1931.

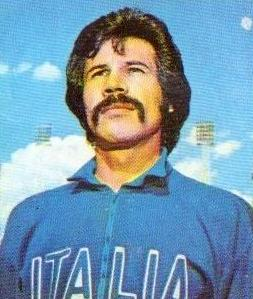
Giuseppe Gentile, detentore del record italiano dal 1965 al 1999.

| Misura   | Vento (m/s) | Atleta            | Società                                      | Luogo             | Data              | Note  |
| -------- | ----------- | ----------------- | -------------------------------------------- | ----------------- | ----------------- | ----- |
| 10,75 m  | nw          | Romeo Monari      | Virtus Bologna Sportiva                      | Bologna           | 16 ottobre 1898   |       |
| 12,15 m  | nw          | Orio Pizio        | Società Ginnastica Milanese Forza e Coraggio | Roma              | 2 aprile 1906     |       |
| 12,35 m  | nw          | Mario Gnocchi     | Società Ginnastica Milanese Forza e Coraggio | Milano            | 22 novembre 1908  |       |
| 12,65 m  | nw          | Mario Armati      | Società Ginnastica Roma                      | Ancona            | 25 settembre 1910 |       |
| 12,90 m  | nw          | Emilio Brambilla  | Società Ginnastica Milanese Forza e Coraggio | Torino            | 10 maggio 1911    |       |
| 12,92 m  | nw          | Mario Gnocchi     | Società Ginnastica Milanese Forza e Coraggio | Milano            | 5 novembre 1911   |       |
| 12,93 m  | nw          | Antonio Garimoldi | Unione Sportiva Milanese                     | Milano            | 11 maggio 1913    |       |
| 13,32 m  | nw          | Antonio Garimoldi | Unione Sportiva Milanese                     | Alessandria       | 18 maggio 1913    |       |
| 13,895 m | nw          | Antonio Garimoldi | Unione Sportiva Milanese                     | Milano            | 20 settembre 1913 |       |
| 13,97 m  | nw          | Luigi Facelli     | Unione Sportiva Alessandria                  | Milano            | 15 luglio 1923    |       |
| 14,06 m  | nw          | Luigi Facelli     | Associazione Sportiva Ambrosiana             | Milano            | 9 novembre 1930   |       |
| 14,15 m  | nw          | Francesco Tabai   | Unione Ginnastica Goriziana                  | Firenze           | 6 settembre 1931  |       |
| 14,19 m  | nw          | Francesco Tabai   | Unione Ginnastica Goriziana                  | Gorizia           | 10 aprile 1932    |       |
| 14,21 m  | nw          | Folco Guglielmi   | Unione Sportiva Pisa                         | Pisa              | 8 maggio 1932     |       |
| 14,36 m  | nw          | Francesco Tabai   | Unione Ginnastica Goriziana                  | Milano            | 15 maggio 1932    |       |
| 14,68 m  | nw          | Francesco Tabai   | Unione Ginnastica Goriziana                  | Bologna           | 5 giugno 1932     |       |
| 14,925 m | nw          | Folco Guglielmi   | Unione Sportiva Pisa                         | Pisa              | 18 settembre 1932 |       |
| 14,93 m  | n/d         | Franco Bini       | GUF Roma                                     | Firenze           | 27 agosto 1938    |       |
| 15,01 m  | n/d         | Franco Bini       | GUF Roma                                     | Firenze           | 3 giugno 1939     |       |
| 15,09 m  | n/d         | Enzo Cavalli      | Amatori Roma                                 | Budapest          | 20 agosto 1956    |       |
| 15,24 m  | n/d         | Enzo Cavalli      | Amatori Roma                                 | Cremona           | 26 agosto 1956    |       |
| 15,29 m  | n/d         | Enzo Cavalli      | Gruppo Sportivo Fiamme Oro                   | Este              | 4 maggio 1958     |       |
| 15,39 m  | n/d         | Pierluigi Gatti   | Gruppo Sportivo Cornigliano                  | Genova            | 11 maggio 1958    |       |
| 15,39 m  | n/d         | Enzo Cavalli      | Gruppo Sportivo Fiamme Oro                   | Atene             | 20 maggio 1958    |       |
| 15,46 m  | n/d         | Enzo Cavalli      | Gruppo Sportivo Fiamme Oro                   | Firenze           | 29 giugno 1958    |       |
| 15,64 m  | n/d         | Enzo Cavalli      | Gruppo Sportivo Fiamme Oro                   | Torino            | 26 luglio 1958    |       |
| 16,10 m  | n/d         | Enzo Cavalli      | Gruppo Sportivo Fiamme Oro                   | Varsavia          | 14 giugno 1959    |       |
| 16,17 m  | n/d         | Giuseppe Gentile  | CUS Roma                                     | Roma              | 29 giugno 1965    |       |
| 16,31 m  | n/d         | Giuseppe Gentile  | CUS Roma                                     | Budapest          | 29 agosto 1965    |       |
| 16,32 m  | n/d         | Giuseppe Gentile  | CUS Roma                                     | Roma              | 4 novembre 1967   |       |
| 16,34 m  | n/d         | Giuseppe Gentile  | CUS Roma                                     | Roma              | 26 maggio 1968    |       |
| 16,52 m  | n/d         | Giuseppe Gentile  | CUS Roma                                     | Trieste           | 6 luglio 1968     |       |
| 16,74 m  | n/d         | Giuseppe Gentile  | CUS Roma                                     | Chorzów           | 18 agosto 1968    |       |
| 17,10 m  | n/d         | Giuseppe Gentile  | CUS Roma                                     | Città del Messico | 16 ottobre 1968   |       |
| 17,22 m  | 0,0         | Giuseppe Gentile  | CUS Roma                                     | Città del Messico | 17 ottobre 1968   | a     |
| 17,29 m  | +1,5        | Paolo Camossi     | Gruppo Sportivo Fiamme Azzurre               | Siviglia          | 25 agosto 1999    |       |
| 17,60 m  | +1,9        | Fabrizio Donato   | Gruppo Sportivo Fiamme Gialle                | Milano            | 7 giugno 2000     |       |
| 17,75 m  | +0,9        | Andy Díaz         | Libertas Unicusano Livorno                   | Firenze           | 2 giugno 2023     | [ 1 ] |